# Omans riksvapen
Omans riksvapen, som också är avbildat i nationalflaggan, består av två korsade sablar och en dolk, vilka är traditionella omanska vapen.